# Naîgnouma Coulibaly
Naîgnouma Coulibaly (Bamako, 31 de maig de 1989) és una jugadora de bàsquet maliana.
Internacional amb la selecció maliana entre 2005 i 2017, ha disputat set Campionats d'Àfrica, aconseguint un campionat (2007), un subcampionat (2009) i dues medalles de bronze (2011, 2017). També ha participat al Campionat del Món de 2010 i als Jocs Olímpics de Beijing 2008, essent la primera vegada que el combinat malià ha competit en uns Jocs Olímpics.

## Palmarès
Selecció maliana
- 1 medalla d'or al Campionat d'Àfrica de bàsquet femení (2007)
- 1 medalla d'argent al Campionat d'Àfrica de bàsquet femení (2009)
- 3 medalles de bronze al Campionat d'Àfrica de bàsquet femení (2011, 2017)
- 1 medalla d'or als Jocs Panafricans de 2015